# Świętokrzyska (métro de Varsovie)
Świętokrzyska (en français: Sainte-Croix) est la seule station qui offre une correspondance entre la ligne 1 et la ligne 2 du métro de Varsovie, située ulica Marszałkowska à Varsovie, dans l'arrondissement de Śródmieście. Inaugurée le 11 mai 2001 pour la ligne 1 et le 8 mars 2015 pour la ligne 2, la station permet de desservir les rues Marszałkowska et Świętokrzyska.

## Description

### Ligne 1

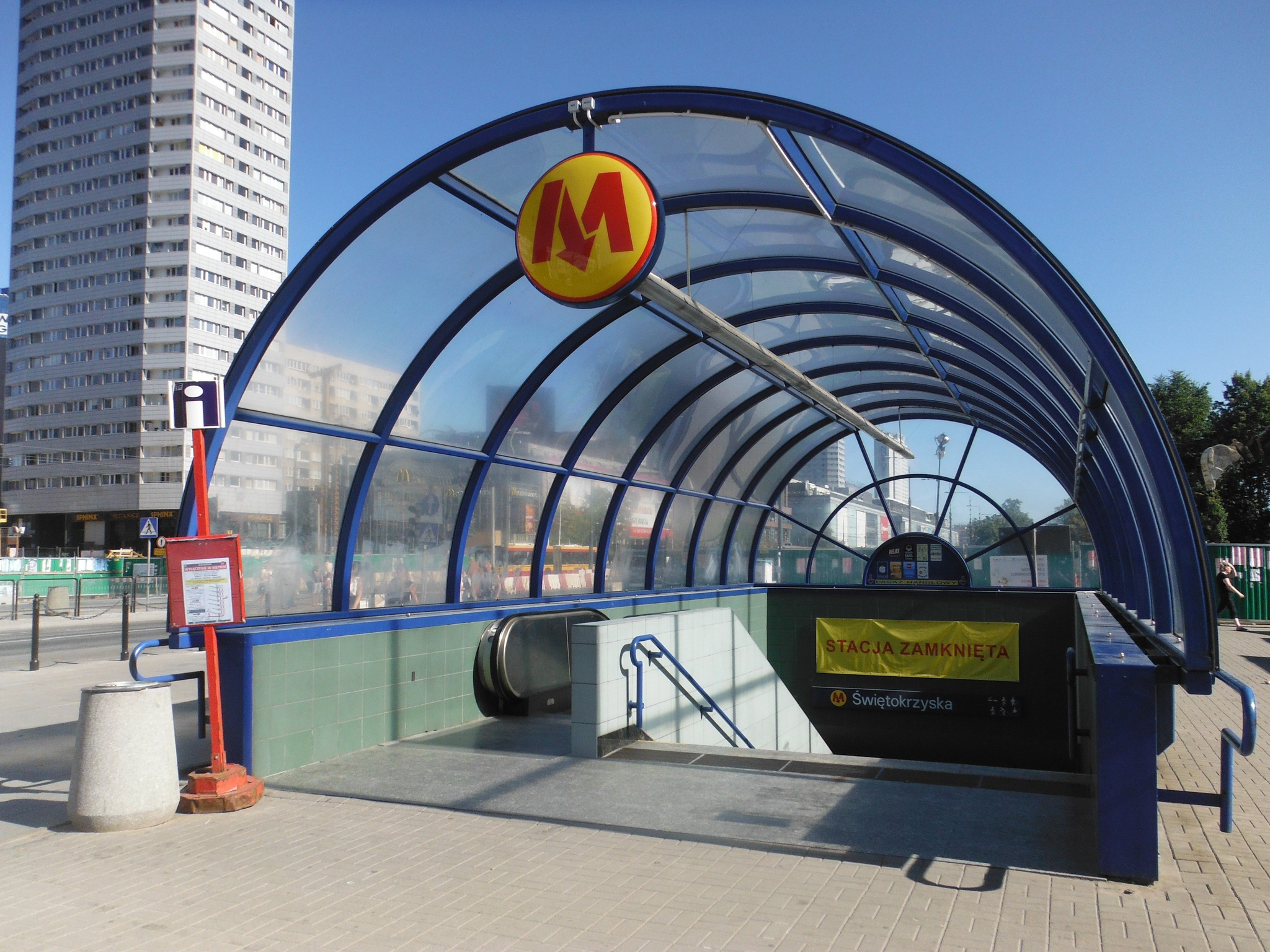
Une des bouches de métro de la station.

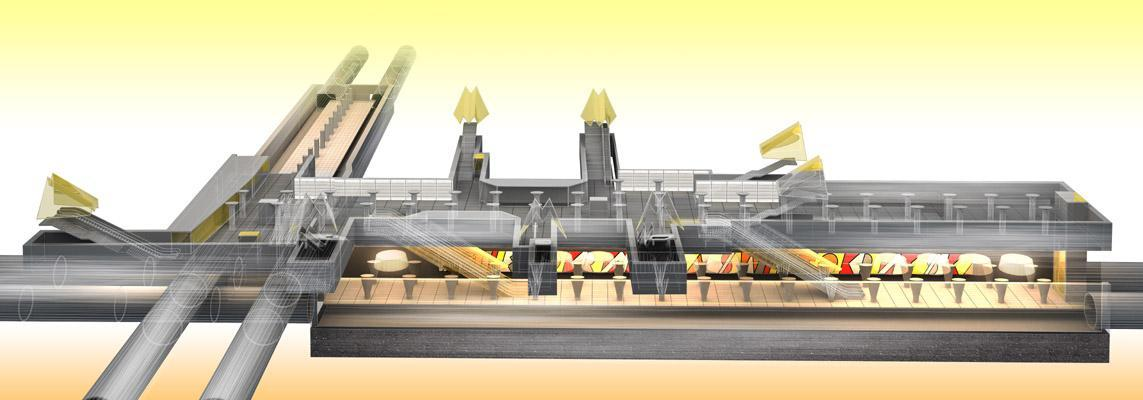
Projet préliminaire de la station de ligne M2 par Andrzej M. Chołdzyński (2008)

La station située sur deux étages est d'une largeur de 12 m pour 120 m de long. Le métro est situé en plein centre de la station, les quais se situant chacun aux abords gauche et droite de celle-ci. Les couleurs principales de cette station sont le gris, le pourpre et le bleu foncé. À la surface se trouvent des escaliers, des escalators ainsi que des ascenseurs pour les personnes en situation de handicap, elle dispose également de points de vente de tickets, de toilettes et de guichets automatiques bancaires.
Cette station est la 13e de la Ligne 1 du métro de Varsovie dans le sens sud-nord, suivie alors de la station Ratusz Arsenał, et est la 9e dans le sens nord-sud, suivie de la station Centrum.

### Ligne 2

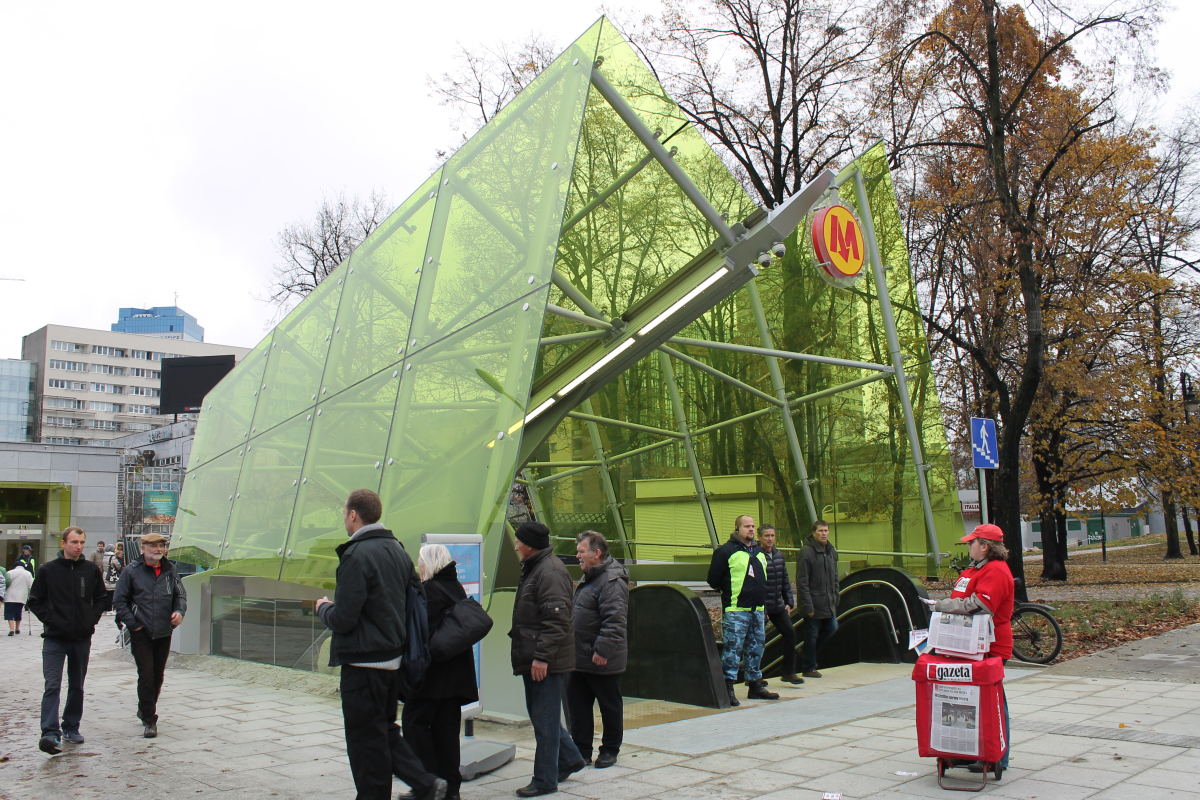
Nouvelle bouche de métro créée à la suite de l'ouverture de la ligne 2

La liaison entre les lignes 1 et 2 sera possible grâce à des escalators. La ligne 2 est en dessous de la ligne 1, l'escalator permet donc d'accéder à la ligne 1.
Pour gérer le flux nouveau qui sera engendré par le passage d'une nouvelle ligne de métro, le voïvode de la Mazovie délivre le permis de construire une nouvelle bouche de métro, nommée Sainte-Croix, le 26 mai 2011.
La mise en service de la station a eu lieu le même jour que l'inauguration de la ligne 2 du métro de Varsovie, le 8 mars 2015.
Elle est la 3e de la Ligne 2 du métro de Varsovie dans le sens ouest-est, suivie alors de la station Nowy Świat-Uniwersytet, et est la 5e dans le sens est-ouest, suivie de la station Rondo ONZ.

## Position sur les lignes ligne 1 et 2 du métro de Varsovie

Position de la station Świętokrzyska, reliant les lignes 1 et 2